# Una lacrima sul viso (film)
Cet article concerne le film d'Ettore Maria Fizzarotti. Pour la chanson interprétée par Bobby Solo, voir Una lacrima sul viso.
Pour plus de détails, voir Fiche technique et Distribution.
Una lacrima sul viso est un film musicarello italien réalisé par Ettore Maria Fizzarotti sorti en 1964. Le titre du film est issu de la chanson homonyme de Bobby Solo,,,.

## Synopsis
Roberto Tonnarelli, un chanteur américain connu sous le nom de Bobby Tonner, fils de Napolitains, revient en Italie et est accueilli par Giovanni Todini, professeur au conservatoire, ami de son père, qui ne tolère pas les chanteurs modernes.
Bobby tombe amoureux de la fille du professeur Lucia, qui joue du piano et a composé un morceau de musique : elle le fait écouter à son père, qui réagit avec scepticisme, tandis que Tonner s'y intéresse.
La naissance de l'amour entre les deux jeunes est entravée par une amie de Lucia, Gabriella, qui est une fan du chanteur ; mais après quelques événements, l'amour triomphe.

## Fiche technique
- Titre original : Una lacrima sul viso
- Réalisateur : Ettore Maria Fizzarotti
- Scénario : Giovanni Grimaldi, Bruno Corbucci
- Musique : Gianni Marchetti
- Photographie : Stelvio Massi
- Montage : Franco Fraticelli
- Maison de production : Imprecine
- Distribution : Titanus (Italie)
- Durée : 90 minutes
- Année de sortie : 1964

## Distribution
- Bobby Solo : Bobby Tonner
- Laura Efrikian : Lucia
- Nino Taranto : Le Professeur Giovanni Todini
- Lucy D'Albert : Luisa Todini
- Dolores Palumbo : Teresa
- Lena von Martens: Gabriella
- Dante Maggio : Agent de police
- Agostino Salvietti : Vincenzo
- Carlo Tarente : Guitariste